# Amorphophallus polyanthus
Amorphophallus polyanthus är en kallaväxtart som beskrevs av Wilbert Leonard Anna Hetterscheid och Sizemore. Amorphophallus polyanthus ingår i släktet Amorphophallus och familjen kallaväxter. Inga underarter finns listade.